# Sköldpaddsörtssläktet
Sköldpaddsörtssläktet (Chelone) är ett släkte i familjen grobladsväxter med fyra arter i Nordamerika. Några odlas som trädgårdsväxter i Sverige.